# 멍청이
멍청이(Not So Dumb)는 미국에서 제작된 킹 비더 감독의 1930년 코미디 영화이다. 마리온 데이비스 등이 주연으로 출연하였다.
1923년 영화 Dulcy의 리메이크 작품이다.

## 출연

### 주연
- 마리온 데이비스
- 엘리어트 너겐트
- 프랭클린 팽본